# Recombinaison virale
La recombinaison virale est un processus permettant la genèse d'une nouvelle variété de virus en mélangeant le programme génétique de deux virus de la même famille ou sans parenté. On parle de virus réassorti pour désigner le résultat de cette recombinaison.

## Mécanisme

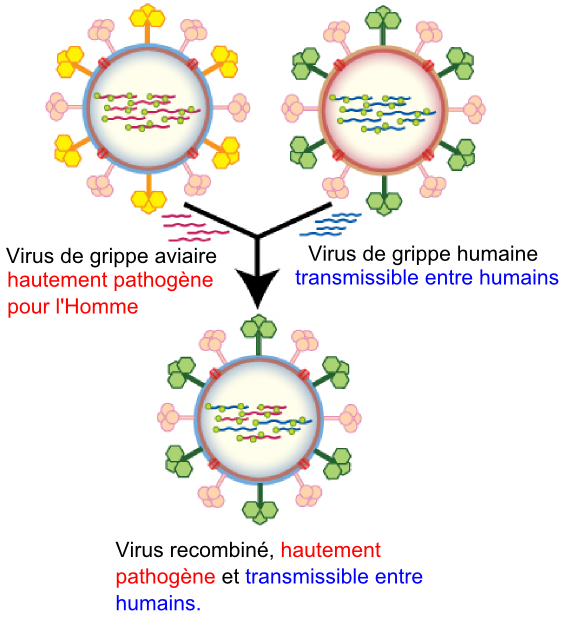
La recombinaison du virus de la grippe, par réassortiment

Une recombinaison virale peut se produire si deux virus différents infectent simultanément une même cellule.
Par exemple chez le virus de la grippe, le génome est composé de huit fragments d'ARN différents. Chacun de ces fragments peut se réassortir avec d'autres fragments, si différentes souches grippales infectent une même cellule. À l'issue de ce brassage génomique, une nouvelle souche virale sera répliquée au sein de la cellule hôte. C'est en fait le même type de recombinaison génétique qu'au moment de la reproduction sexuée chez les eucaryotes.
La recombinaison virale donne des résultats plus ou moins viables, plus ou moins virulents. Elle aboutit rarement puisqu'elle équivaut à des centaines de délétions, insertions, et substitutions d'allèles entiers au lieu de quelques nucléotides comme lors de mutations ponctuelles. S'il est viable, la virulence du virus réassorti dépend grandement des fragments recombinés à partir des deux virus parents. Dans une très large majorité de cas, le résultat est donc non viable.[réf. nécessaire] Cependant, plus les différents variants de virus sont proches et infectent un grand nombre d'individus, plus la probabilité qu'une recombinaison viable se produise est grande. 
Le nouveau virus peut être radicalement différent des deux précédents, expliquant l'observation de modes d'action profondément perturbés d'une part et d'autre part que moins individus soient immunisé contre lui.
Dans certains cas, le résultat de la recombinaison peut permettre à un virus de passer d'une espèce à une autre[réf. souhaitée], l'hôte pouvant être porteur d'un virus inactif pour son espèce et le combiner avec un virus actif[réf. nécessaire]. Le résultat pourrait avoir les caractéristiques nécessaires pour devenir actif chez son hôte.
Les généticiens et les éco-épidémiologues traquent des séquences particulières du génome, ici considérées comme marqueur, ou réputés correspondre à des caractéristiques de pathogénicité.

## Exemple
Mi-2006, après la publication du séquençage d’un virus H5N1 de la région d’Omsk (celui du village Maximovka, district de Tioukalinsk où 86 poules sont mortes récemment ?)[réf. nécessaire], Recombinomic estime que c’est un indice de plus plaidant en faveur de preuves que le virus se recombine activement et fréquemment : on y trouve un polymorphisme C1261T, assez commun dans un sous-ensemble d'isolats du H5N1 provenant du Lac Qinghai. Cependant, ce polymorphisme a aussi été détecté dans les isolats de deux malades en Indonésie. De même, un autre polymorphisme détecté sur ce virus n'a pas été trouvé dans d'autres isolats de Qinghai, mais avait été détecté chez  un des deux patients indonésiens dont les virus présentaient le polymorphisme C1261T, et chez un patient indonésien qui avait été infecté en 2005.